# Sylifikacja

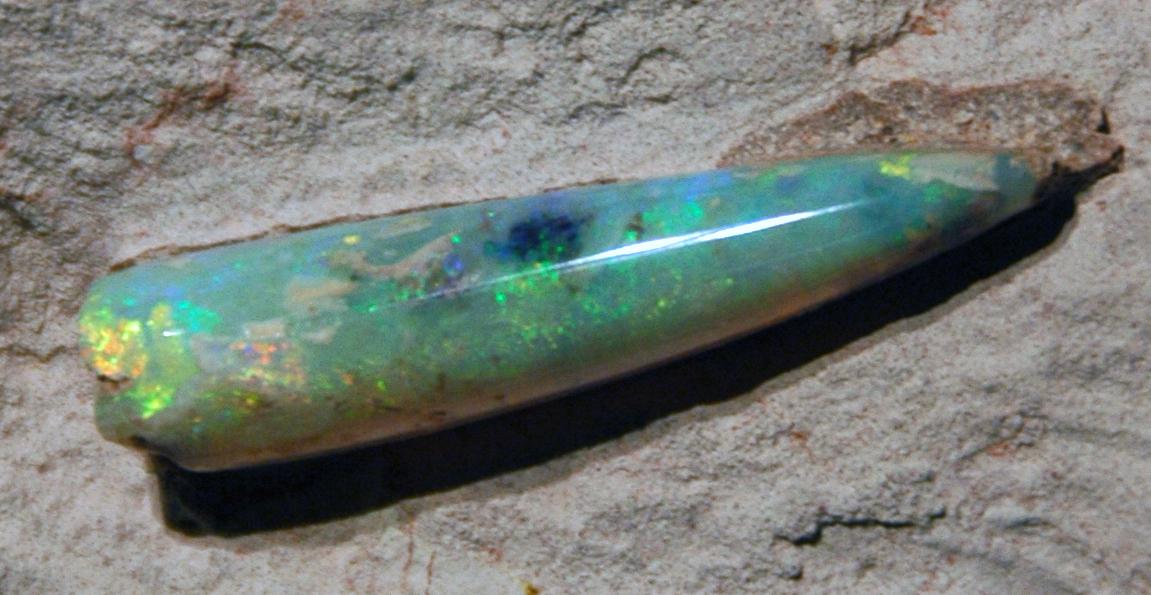
Opalowa ośródka fragmentu rostrum belemnita, Australia

Sylifikacja, silifikacja, skrzemionkowanie, skrzemienienie (skał osadowych), skwarcowanie – naturalny proces polegający na wzbogaceniu skał, minerałów lub szczątków organicznych (na przykład drewna) krzemionką w postaci chalcedonu, kwarcu lub opalu.
Może się odbywać przez wytrącanie krzemionki w porach skały albo całkowite wyparcie pierwotnego materiału i zastąpienie go krzemionką. Sylifikacji mogą ulegać spoiwa skał. Może też się odbywać przy działaniu gorących roztworów pochodzenia magmowego. Skrzemienienie jest jednym z procesów fosylizacyjnych prowadzących do tworzenia się skamieniałości.
W przypadku sylifikacji skał osadowych lub szczątków organicznych proces ten związany jest z procesem diagenezy.